# Angiostrongylus cantonensis
Angiostrongylus cantonensis är en rundmaskart. A. cantonensis är en parasit och ingår i släktet Angiostrongylus och familjen Metastrongylidae. Inga underarter finns listade i Catalogue of Life. Parasiten har inget svenskt namn men kallas “Rat lungworm” på engelska och den form av meningit som den kan orsaka hos människor har följaktligen i vardagligt tal fått beteckningen Rat lungworm disease.
A. cantonensis har råttor som slutvärd där den i vuxen form lever i lungartärerna. Olika typer av blötdjur, bland annat sniglar, fungerar som mellanvärd när den lever som larv. Det är via infekterade blötdjur som A. cantonensis kan hamna i människor. Människor kan till exempel bli infekterade genom att äta råa eller ej tillräckligt kokta sniglar eller via salladsblad som blivit smittade av sniglar och inte blivit ordentligt avsköljda.

## Historia
A. cantonensis identifierades första gången i en infekterad brunråtta år 1935 i Guangzhou, Kina. Infektion i människa orsakad av A. cantonensis rapporterades första gången 1945 i Taiwan och sedan dess har fler än 2 800 infektioner över hela världen rapporteras.
I dagsläget finns det 21 erkända arter av Angiostrongylus och bland dessa är A. cantonensis och A. costaricensis zoonotiska patogener och därför betydelsefulla ur hälsosynpunkt. Andra arter som är animala patogener men vars zoonotiska betydelser ännu inte är kända är Angiostrongylus malaysiensis, Angiostrongylus mackerrasae och Angiostrongylus vasorum.
A. cantonensis finner man framför allt i Sydostasien och Stillahavsöarna men parasitens utbredning ökar och infektioner hos människor har förekommit i USA, Karibien och Afrika. År 2017 rapporterade den svenska Folkhälsomyndigheten att en svensk man fått symtom på A. cantonensis-orsakad meningit efter en semesterresa till Hawaii.

## Utseende och reproduktion
A. cantonensis är en rundmask med tre stycken yttre skyddande kollagenlager. Maskarna är genomskinliga och har en sexuell reproduktion. Maskens kroppsform är trådlikt cylinderformad, avsmalnande vid huvudänden (gäller för både honor och hanar). Honan är större och kraftigare än hanen. Vuxna hanar är 15,5 – 22 mm långa och 0,25 - 0,35 mm breda. Vuxna honor är 18,5 – 33 mm långa och 0,28 - 0,5 mm breda och kan lägga upp till 15 000 ägg/dygn. A. cantonensis maskar livnär sig på blod och kroppsvätskor. Masken har en enkel munöppning som leder till en fullt utvecklad mag-tarmkanal. Hanar har en stjärtfena som kallas bursa, som används vid befruktning av honan. Honan har en karakteristisk “barber pole”-spiral i kroppen som skapas genom att tarmen och livmoder vrids ihop.
Maskens larver genomgår 5 levnadsstadier, där stadium 1 lever i råtta (slutvärd), 1 - 3 i blötdjur (mellanvärd) och slutligen 3 - 5 i råtta. Första levnadsstadiets larver är ca 0,3 mm långa och 0,015 mm breda. Andra levnadsstadiets larver är ca 0,45 mm långa och 0,03 mm breda. Tredje levnadsstadiets larver är liknande i storlek som andra levnadsstadiets larver, men är lite tunnare. Fjärde levnadsstadiets larver är ungefär 1,0 mm långa och 0,4 mm breda. Unga maskar är ca 2 mm långa och 0,06 mm breda. A. cantonensis-maskar växer upp till ca 12 mm (honor) och 11 mm (hanar) innan de lämnar råttans hjärna och sedan migrerar till råttans lungartärer. Maskarna mognar i råttans lungartärer där honorna slutligen blir ca 35 mm långa och 0,6 mm breda medan de mindre hannarna blir ca 25 mm långa och 0,4 mm breda.

## Livscykel och värdar
A. cantonensis har en komplex livscykel som inkluderar flera parasit-värd förhållanden som, till skillnad från fritt levande nematoder, innebär att A. cantonensis är svår att studera med hjälp av in vitro-odling eftersom den måste leva inuti sina värddjur.
A. cantonensis livscykel börjar när en hona lägger ägg i en råttas lungartär, och äggen kläcks till larver i första levandsstadiet. Larverna i första levnadsstadiet migrerar upp genom bronkialträdet till råttans svalg där de sväljs, passerar genom mag- och tarmkanalen och slutligen hamnar i råttans avföring. Larverna i råttans avföring äts sedan av ett blötdjur, som sniglar och snäckor.
Inuti en infekterad snigel ömsar larverna skinn två gånger och mognar till larver i tredje levnadsstadiet efter 21 dagar, och först efter andra ömsningen kan larven infektera däggdjursvärdar. Snigeln, som innehåller larver i tredje levnadsstadiet, äts sedan av en råtta. De infektiösa larverna penetrerar råttans mag- och tarmkanal, migrerar till blodcirkulationssystemet och når råttans hjärnvävnad inom några få dagar, där ömsar larverna skinn och utvecklas till larver i fjärde levnadsstadiet.
I råttans hjärnvävnad växer larverna snabbt till en längd på cirka 1mm. Larverna i fjärde levnadsstadiet migrerar sedan till utrymmet mellan spindelvävshinnan och den mjuka hjärnhinnan, där ömsar de skinn och mognar till larver i femte levnadsstadiet. Larverna i femte levnadsstadiet lämnar sedan råttans hjärna, återinträder i blodcirkulationssystemet, migrerar till råttans lungartärer där de intar råttans blod som föda och mognar till vuxna maskar efter 28 dagars infektion. De vuxna maskarna lever i råttans lungartärer, parar sig och lägger ägg.

## Bildgalleri

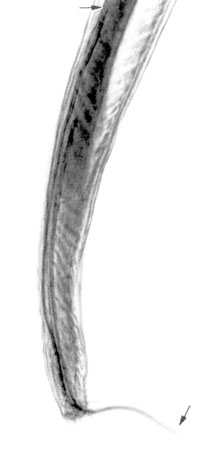
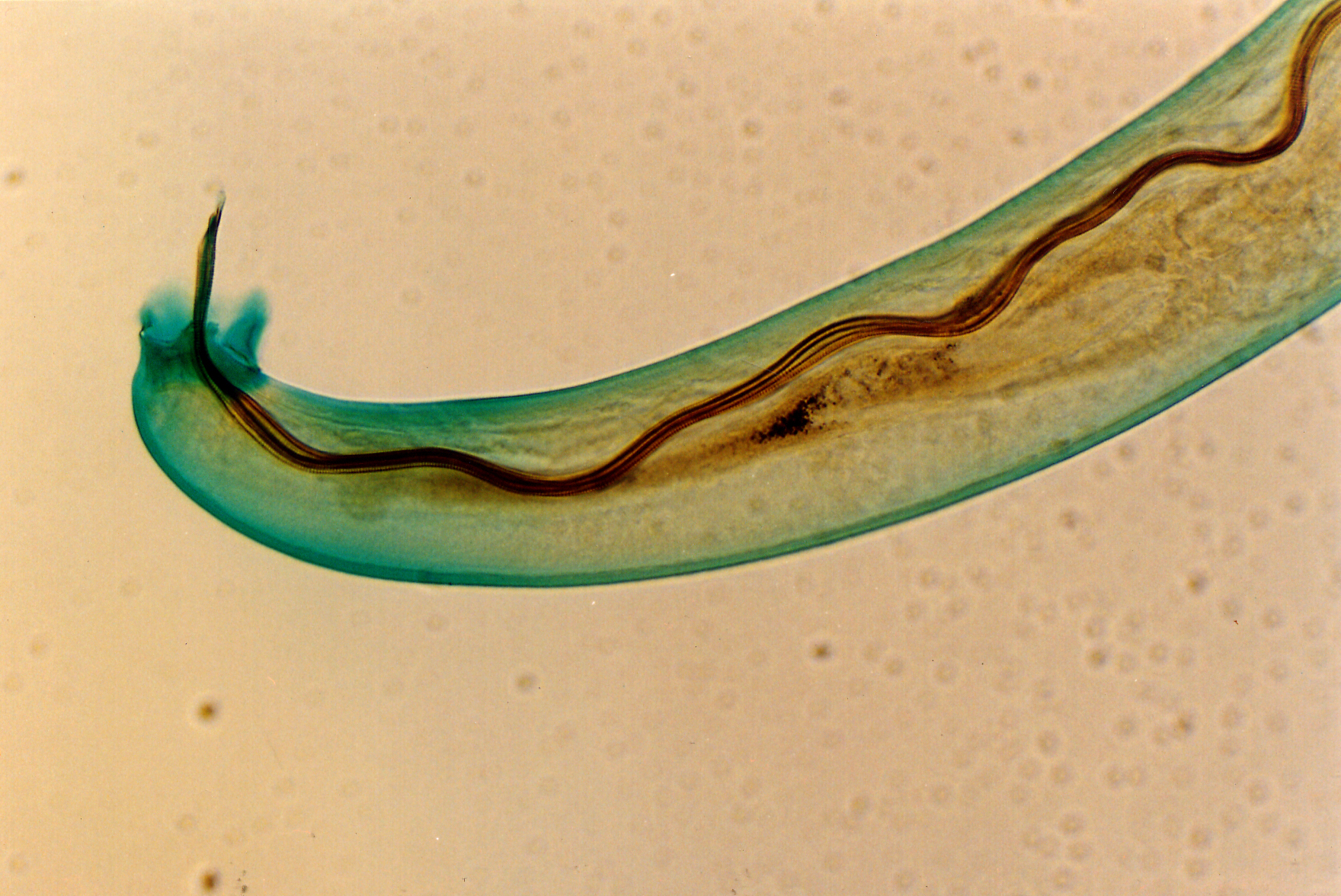
A. cantonensis hane

## Sjukdom och symptom
Inkubationstiden (tiden i förhållande till smittan och sjukdomens utbrott) för A.cantonensis  är i genomsnitt 1 till 3 veckor med en variation från 1 dag till mer än 6 veckor. Sjukdomen varar vanligtvis mellan 2 och 8 veckor. Ett flertal stora ryggradsdjur som fåglar och människor anses vara slutliga värdar av A. cantonensis. När rundmaskarna har hamnat i människans kropp fortsätter deras utveckling (med larver L3) i perifera nervsystemet (PNS) och/eller centrala nervsystemet (CNS) till hjärnan. Sedan utvecklas larven till L4 (6–7 dagar efter intagning), efter 11 – 13 dagar utvecklas rundmasken till L5. Vid den tidpunkt då larverna har hamnat i CNS men främst i hjärnan dör larverna vilket kan leda till eosinofil meningit. Tidigare studier har upptäckt att manteln och foten av blötdjuret är vanliga infektionsställen för A.cantonensis. Symptom som har upptäckts hos infekterade individer är svår huvudvärk, Illamående, nackstelhet, feber, visuell störning, och smärta på armar, och ben. Vid allvarligare situationen kan individen hamna i koma. Människor smittas vanligen genom att äta råa sniglar eller underkokt kött från ett infekterat djur , men larverna kan inte överföras mellan människor. Det har förekommit fall där individer ätit grönsaker/växter som infekteras med slem från sniglar smittat A.cantonensis. De flesta fall med infektioner hos människa har man upptäckt i Sydostasien och Stillahavsregionen. Dessutom har smittan upptäckts i Australien, vissa områden i Afrika, Karibien, Hawaii och Louisiana.

### Behandling
Det finns ingen specifik behandling för A. cantonensis infektion. Det finns några bevis på att vissa stödjande behandlingar kan lindra  huvudvärk och andra symtomen förknippade med eosinofil meningit. Det finns studier som antyder att  höga doser av kortikosteroider  och kombination med anthelmintika minskar sjukdomssymptomen och förkortar sjukdomsförloppet. De flesta symtom som individer infekterade av A. cantonensis upplever försvinner över tid utan specifik behandling eftersom rundmasken inte kan överleva länge i människokroppen. I vissa specifika fall kan emellertid allvarliga komplikationer tillstöta vilket kan leda till neurologiska skador som kan vara livshotande.